# 542 Susanna
542 Susanna este un asteroid din centura principală, descoperit pe 15 august 1904, de Paul Götz și August Kopff.